# Voio
Voio(Grieks: Βόιο) is sedert 2011 een fusiegemeente (dimos) in de Griekse bestuurlijke regio (periferia) West-Macedonië.
De vijf deelgemeenten (dimotiki enotita) van de fusiegemeente zijn:
- Askio (Άσκιο)
- Neapoli of Neapoli Kozanis (Νεάπολη of Νεάπολη Κοζάνης)
- Pentalofos (Πεντάλοφος)
- Siatista (Σιάτιστα)
- Tsotyli (Τσοτύλι)